# Robert van Namen

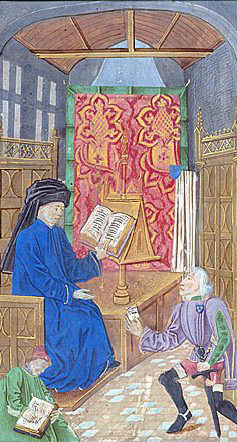
Robert van Namen leest een boek wanneer een Franse bode arriveert. Linksonder zit Jean Froissart. Uit Froissarts Kronieken.

Robert van Namen (1323 - 1391) was een Nederlands ridder en edelman uit het huis Dampierre.

## Levensloop
Robert was een jongere zoon van markgraaf Jan I van Namen en van Maria van Artesië. Bij de dood van zijn vader erfde hij de heerlijkheden Beaufort-sur-Meuse (Ben-Ahin), Ronse, Balâtre en Chièvres. Als jongeman trok hij naar Pruisen om er de heidenen met het zwaard te bekeren. Onder invloed van zijn oom Robert III van Artesië koos hij in de Honderdjarige Oorlog het Engelse kamp, terwijl zijn oudere broer, markgraaf Willem I van Namen, een bondgenoot was van Frankrijk. Robert stelde zich tijdens het Beleg van Calais (1346) ten dienste van koning Eduard III van Engeland. 
Robert huwde in 1354 met Isabella van Henegouwen, de zuster van Philippa van Henegouwen, de gemalin van de Engelse koning. Hierdoor werd de Robert schoonbroer van de Engelse koning en nog meer de Engelse zaak toegedaan. Hij voerde in de Slag van Les Espagnols sur Mer (1350) het bevel over het Engelse vlaggenschip.
In 1363 veroverde hij het strategisch gelegen kasteel van Schalafie in Henegouwen. In 1369 wist hij het Engelse kamp bij Tournehem-sur-la-Hem met succes tegen een Franse aanval te verdedigen.
Hij introduceerde Jean Froissart aan het Engelse hof. Na de dood van Philippa in 1369 nam hij de geschiedschrijver op in zijn gevolg. Op zijn verzoek begon Froissart aan zijn Kronieken, waarvan hij het eerste deel in 1373 opdroeg aan zijn beschermheer.
In 1369 werd Robert opgenomen in de Orde van de Kousenband. Hij nam in 1371 aan de zijde van de Brabantse hertog Wenceslaus I van Luxemburg deel in de verloren Slag bij Baesweiler. Hij werd er gevangengenomen en slechts na de betaling van een losgeld vrijgelaten.
Robert stierf op 3 april 1391. Zijn huwelijk met Isabella van Henegouwen (overleden in 1361) was kinderloos gebleven. Ook zijn tweede huwelijk in 1380 met Isabella van Melun bleef kinderloos.

## Voorouders
| Voorouders van Robert van Namen (1323-1391) | Voorouders van Robert van Namen (1323-1391)                                         | Voorouders van Robert van Namen (1323-1391)                                         | Voorouders van Robert van Namen (1323-1391)                                 | Voorouders van Robert van Namen (1323-1391)                                 | Voorouders van Robert van Namen (1323-1391)                               | Voorouders van Robert van Namen (1323-1391)                               | Voorouders van Robert van Namen (1323-1391)                             | Voorouders van Robert van Namen (1323-1391)                             |
| ------------------------------------------- | ----------------------------------------------------------------------------------- | ----------------------------------------------------------------------------------- | --------------------------------------------------------------------------- | --------------------------------------------------------------------------- | ------------------------------------------------------------------------- | ------------------------------------------------------------------------- | ----------------------------------------------------------------------- | ----------------------------------------------------------------------- |
| Overgrootouders                             | Willem II van Dampierre (1196-1231) ∞ 1223 Margaretha II van Vlaanderen (1202-1280) | Willem II van Dampierre (1196-1231) ∞ 1223 Margaretha II van Vlaanderen (1202-1280) | Hendrik V van Luxemburg (1216-1281 ∞ 1240 Margaretha van Bar (1220-1275)    | Hendrik V van Luxemburg (1216-1281 ∞ 1240 Margaretha van Bar (1220-1275)    | Robert II van Artesië (1250-1302) ∞ 1262 Amicia van Courtenay (1250-1275) | Robert II van Artesië (1250-1302) ∞ 1262 Amicia van Courtenay (1250-1275) | Jan II van Bretagne (1239-1305) ∞ 1260 Beatrix van Engeland (1142-1275) | Jan II van Bretagne (1239-1305) ∞ 1260 Beatrix van Engeland (1142-1275) |
| Grootouders                                 | Gwijde van Dampierre (±1226-1305) ∞ 1265 Isabella van Luxemburg (1247-1289)         | Gwijde van Dampierre (±1226-1305) ∞ 1265 Isabella van Luxemburg (1247-1289)         | Gwijde van Dampierre (±1226-1305) ∞ 1265 Isabella van Luxemburg (1247-1289) | Gwijde van Dampierre (±1226-1305) ∞ 1265 Isabella van Luxemburg (1247-1289) | Filips van Artesië (1269-1298) ∞ Blanche van Dreux (1270-1327)            | Filips van Artesië (1269-1298) ∞ Blanche van Dreux (1270-1327)            | Filips van Artesië (1269-1298) ∞ Blanche van Dreux (1270-1327)          | Filips van Artesië (1269-1298) ∞ Blanche van Dreux (1270-1327)          |
| Ouders                                      | Jan I van Namen (1267–1330) ∞ 1309 Maria van Artesië (1291-1365)                    | Jan I van Namen (1267–1330) ∞ 1309 Maria van Artesië (1291-1365)                    | Jan I van Namen (1267–1330) ∞ 1309 Maria van Artesië (1291-1365)            | Jan I van Namen (1267–1330) ∞ 1309 Maria van Artesië (1291-1365)            | Jan I van Namen (1267–1330) ∞ 1309 Maria van Artesië (1291-1365)          | Jan I van Namen (1267–1330) ∞ 1309 Maria van Artesië (1291-1365)          | Jan I van Namen (1267–1330) ∞ 1309 Maria van Artesië (1291-1365)        | Jan I van Namen (1267–1330) ∞ 1309 Maria van Artesië (1291-1365)        |

## Bron
Dit artikel of een eerdere versie ervan is een (gedeeltelijke) vertaling van het artikel Robert de Namur op de Duitstalige Wikipedia, dat onder de licentie Creative Commons Naamsvermelding/Gelijk delen valt. Zie de bewerkingsgeschiedenis aldaar.